# Megfordult a világ
A Megfordult a világ Palcsó Tamás magyar énekes első albuma, mely 2006. február 13-án jelent meg.

## Számlista
1. Megfordult a világ – 03:27
2. A csúcs felé – 03:57
3. Álmok közt – 04:08
4. Szárnyaid nélkül – 03:40
5. Bennem is ég – 04:15
6. Titkos ölelés – 03:11
7. Hív ez a tánc – 03:00
8. Hangolj rám – 03:51
9. Titkos ajtó [duett Tóth Gabival] – 04:03
10. 1.2.3. – 02:25
11. I’ll Take Care Of You – 03:04
12. You Make Me Feel (Mighty Real) - 04:04
13. Megfordult a világ [Dance Remix] - 3:33
14. Álmok közt [Acoustic Version] - 03:38